# Honda PX

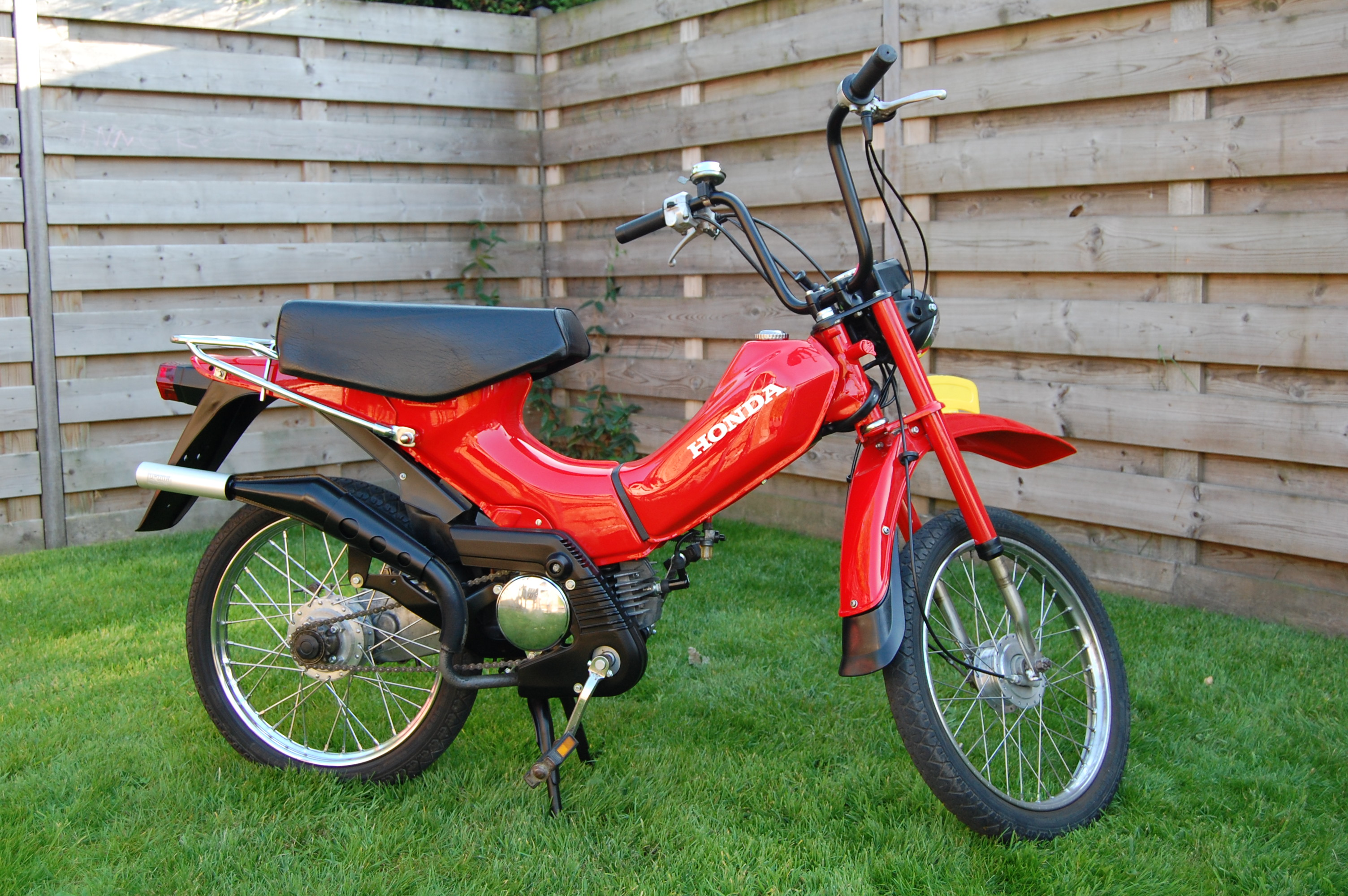
Honda PX von 1980

Die PX war ab Ende der 1970er Jahre in Deutschland ein bekanntes und populäres Mofa von Honda.

## Bauweise
Durch die Leistungsentfaltung des Motors war sie eines der beliebtesten Mofas. Für die damaligen Verhältnisse war das Design des Mofas sehr modern. Durch ihre Bauweise war die Maschine bedingt geländetauglich und wurde zudem oft für Mofarennen verwendet. Das Modell war sowohl mit Elektro- wie auch mit Kickstarter ausgerüstet. Die nicht abschließbare Sitzbank ermöglichte ungehinderten Zugang und den Diebstahl der Batterie.

## Technische Daten
Das Modell weist folgende technische Daten auf:
| - Motortyp: Luftgekühlter Einzylinder-2-Takt-Motor (membrangesteuert) - TypNr: AB06E - Leistung (kW (PS)): 1,1 (1,5) bei 3800 /min - Hubraum: 49 cm³ - Höchstgeschwindigkeit: 25 km/h (Werksangabe) - Standgeräusch: 59 dB - Fahrgeräusch: 70 dB - Vergaser: Keihin Seiki | - Kraftstofftank: 3 Liter - Bremsanlage: Trommelbremsen vorne und hinten, 80–80,2 mm Innendurchmesser - Federung: Federgabel mit Schraubenfedern vorne, 2 Stoßdämpfer mit Schraubenfedern hinten - Leergewicht: 64 kg - Zulässiges Gesamtgewicht: 160 kg - Getrenntschmierung - E-Starter, Kickstarter |

## Modell PXR
Das Mofa Honda PXR ist ein 50-cm³-Mofa das in der Zeit von 1983 bis 1989 gebaut wurde. Laut Zulassung ist das Mofa für 25 km/h zugelassen. Es besitzt vorne und hinten eine Trommelbremse, sowie große Crossreifen. Äußerlich ähnelt das Mofa einem Crossmoped.

## Modell PX-L
Von Anfang bis Mitte der 1980er Jahre gab es das Modell PX-L, welches nur noch selten zu finden ist. Es unterscheidet sich durch das feminine Design von den anderen Modellen. Der Tank ist unter der Sitzbank untergebracht und am Rahmen. Wo bei den anderen Modellen der Tank sitzt, befindet sich eine Plastikabdeckung. Die Technischen Daten entsprechen der PX.